# Neerijnen

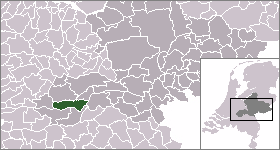
Neerijnens läge.

Neerijnen är en historisk kommun i provinsen Gelderland i Nederländerna. Kommunens totala area är 72,96 km² (där 6,93 km² är vatten) och invånarantalet är på 11 638 invånare (2005).